# 金容雲
金 容雲（キム・ヨンウン 1927年 - 2020年5月30日）は、東京出身の韓国人数学者。漢陽大学校名誉教授。

## 概要
数学史が専門であるが、日韓の歴史・文化に関する著作が多い。日本語は百済語の傍流であるとするなど、日本の文化はすべて古代朝鮮が起源であるとの考えを持つ。

### 学歴
- 早稲田大学中退
- 韓国・朝鮮大学校卒業。
- アルバータ大学大学院修了。

### 職歴
- 漢陽大学校名誉教授

#### 学外の役職
- 日韓文化交流会議委員長
- 韓国放送文化振興会理事長
- 米国ウィスコンシン州立大学助教授
- 東京大学客員教授
- 国際日本文化研究センター客員教授

## 著書
- 金容雲『韓国人と日本人』サイマル出版会、1983年。ISBN 4-377-30604-9。

- 金容雲『醜い日本人―「嫌韓」対「反日」をこえて』三一書房、1994年。ISBN 9784380940224。

- 金容雲『倭の大王は百済語で話す』三五館、2009年8月。ISBN 9784883204762。